# Jegu (Sutojayan)
Jegu is een bestuurslaag in het regentschap Blitar van de provincie Oost-Java, Indonesië. Jegu telt 3492 inwoners (volkstelling 2010).